# La Vérité – Leben und lügen lassen
La Vérité – Leben und lügen lassen (Originaltitel: La Vérité, englischsprachiger Festivaltitel: The Truth, dt.: „Die Wahrheit“) ist ein französisch-japanischer Spielfilm von Hirokazu Koreeda aus dem Jahr 2019.
Das Familiendrama mit Catherine Deneuve und Juliette Binoche in den Hauptrollen eröffnete am 28. August 2019 die 76. Internationalen Filmfestspiele von Venedig. Der Kinostart in Frankreich erfolgte am 25. Dezember 2019. In Deutschland war der Film ab 5. März 2020 in den Kinos zu sehen.

## Handlung
Die ältere Schauspielerin Fabienne gilt als Ikone des französischen Kinos. Als ihre Memoiren veröffentlicht werden, kehrt ihre Tochter Lumir, selbst erfolgreiche Drehbuchautorin, mit Ehemann Hank und dem gemeinsamen Kind von New York nach Paris zurück. Das Wiedersehen von Mutter und Tochter ist mit großen Spannungen verbunden, wobei in dessen Verlauf pikante Wahrheiten ausgesprochen werden und verschiedenste Geheimnisse ans Licht kommen.

## Entstehungsgeschichte
La Vérité – Leben und lügen lassen ist der erste außerhalb von Japan inszenierte Spielfilm von Hirokazu Koreeda. Gleichzeitig ist es die erste Zusammenarbeit der beiden französischen Filmschauspielerinnen Juliette Binoche und Catherine Deneuve. Binoche gab 2016 in einem Interview an, Koreeda sei durch Olivier Assayas’ Film Die Wolken von Sils Maria (2014) dazu inspiriert worden, einen eigenen Film mit Deneuve, Ethan Hawke und ihr zu realisieren. In Die Wolken von Sils Maria hatte sie die Hauptrolle einer gefeierten Schauspielerin übernommen, die in der Neuinszenierung eines Theaterstücks mitwirken soll, das sie vor 20 Jahren berühmt gemacht hatte.
Der Film wurde im Herbst 2018 innerhalb von 10 Wochen in Paris gedreht. Laut Koreeda berichtet La Vérité – Leben und lügen lassen trotz der glamourösen Besetzung von „einer kleinen Familiengeschichte, die überwiegend in einem Haus“ spielt. „Ich habe versucht, meine Figuren in diesem kleinen Universum leben zu lassen, mit ihren Lügen, ihrem Stolz, ihrem Bedauern, ihrer Traurigkeit, Freude und Versöhnung“, so der japanische Regisseur und Drehbuchautor. Da Koreeda weder Englisch noch Französisch sprach, wurde er von Beginn des Filmprojekts an bis zur Postproduktion von seiner langjährigen Übersetzerin Léa Le Dimna unterstützt. Da Koreeda dazu neigt, während der Dreharbeiten seine Texte ständig umzuschreiben, übersetzte sie nicht nur die verschiedenen Drehbuchversionen ins Französische, sondern auch die Textänderungen von Drehtag zu Drehtag. Aufgrund der kulturellen Kluft zwischen Japan und Frankreich kam es zu zahlreichen Änderungen des ursprünglichen Drehbuchs, die in Absprache mit dem besorgten französischen Filmteam beschlossen wurden. So berichtete Le Dimna beispielhaft von einer Szene, in der das 7-jährige Kind bei seinen Eltern im Bett schläft. Dies sei aber für französische Sehgewohnheiten ungewohnt gewesen und deshalb verändert worden.
La Vérité – Leben und lügen lassen sollte ursprünglich im Mai 2019 beim Filmfestival von Cannes gezeigt werden. Koreeda, der im Jahr davor mit der Goldenen Palme für Shoplifters – Familienbande ausgezeichnet worden war, hatte aber laut den Festivalorganisatoren den Film nicht rechtzeitig fertig stellen können.

## Rezeption

### Kritiken
Auf der Website Rotten Tomatoes gefiel der Film zu 88 Prozent der 145 Kritiker. Beim Publikum gefiel der Film zu rund 65 Prozent.
Ende 2018 wurde La Vérité – Leben und lügen lassen von Kritikern des Branchendiensts IndieWire zu den 20 am meisten erwarteten Filmen des Kinojahres 2019 gezählt.
Zur Eröffnung des Filmfestivals von Venedig sah Andreas Borcholte (Spiegel Online) mit Koreedas Regiearbeit einen „gemächlich und gefällig inszenierte Eröffnungsfilm“: „Stilsicher“ eigne sich der japanische Filmemacher „die Rhythmik und Manierismen des französischen Autorenfilms“ an. Der Kritiker bedauerte aber leicht, „dass dadurch nicht viel von seiner Handschrift erkennbar“ bliebe. Wie auch Koreedas frühere Filme habe La Vérité das tiefe, sensible „Eindringen in komplizierte Familienkonstellationen“ zum Thema. Borcholte lobte Hauptdarstellerin Catherine Deneuve in der Rolle der Fabienne, bei der „Leinwand-Charakter und reale Person miteinander“ verschmelzen würden. „Es ist manchmal, als würde man der echten Deneuve bei der Spiegelung ihrer Kunst und Lebensdramen zusehen“, so der Kritiker.
Tim Caspar Boehme (die tageszeitung) sah ebenfalls die Familie als „ein großes Thema“ des Films an, auch wenn es „nicht die Hauptsache“ ausmache. Er lobte die Schauspielriege um Deneuve, die in ihrer „Rolle der schlagfertigen ‚Hexe‘ ziemlich überragend“ sei, sowie Clémentine Grenier als ihre entwaffnend pfiffig agierende Enkelin. Koreeda zeige Respekt bei der Schauspielerführung, was laut Boehme „dabei ein wenig zu oft zu Momenten versöhnlicher Gediegenheit“ führe. Dennoch seien die Szenen mit kindlichen Protagonisten dem Regisseur wieder „grandios gelungen“. Außerdem lobte Boehme das Drehbuch, das „sehr schön das komplizierte Verhältnis der Hauptfigur zu ihren Rollen im Film und ihren sonstigen Rollen im Leben“ verschachtele.
Dietmar Dath (Frankfurter Allgemeine Zeitung) stimmte in das Lob für Deneuve mit ein und pries ebenso die von Koreeda erhaltenen Darstellerleistungen von Juliette Binoche und Ethan Hawke. La Vérité sei „leichthändig komponiert“ und ein „wunderbarer“ Eröffnungsfilm.

### Einspielergebnis
Der Film konnte weltweit rund 5,2 Millionen US-Dollar einspielen.

### Auszeichnungen
Hirokazu Koreeda konkurrierte mit seinem Film zum dritten Mal nach 1995 und 2017 um den Goldenen Löwen des Filmfestivals von Venedig. La Vérité – Leben und lügen lassen blieb aber unprämiert.
2020 folgte eine Auszeichnung bei den Online Film Critics Society Awards in der Kategorie Bester nicht-amerikanischer Kinostart (Best Non-U.S. Release). Darüber hinaus gelangte der Film auch in die Vorauswahl für die Golden Globe Awards 2021 (Bester fremdsprachiger Film).